# Valeriia Vasnetsova
Valeriia Sergueïevna Vasnetsova (en russe : Валерия Сергеевна Васнецова), née le 29 mai 1997 à Mojga, est une biathlète russe.

## Carrière
Valeriia Vasnetsova remporte son premier titre international aux Championnats du monde jeunesse en 2016 sur le relais, tandis qu'elle se classe dans le top dix des trois courses individuelles.
Elle débute en Coupe du monde en mars 2017 à Oslo, peu après les championnats du monde junior où elle a remporté le titre de la poursuite. En 2017-2018, elle prend part seulement à des compétitions de l'IBU Cup, où elle monte sur un podium à Arber et dispute les Championnats d'Europe junior, où elle décroche notamment la médaille d'or au sprint.
Pour sa première course de l'hiver 2018-2019, la biathlète se classe treizième de l'individuel de Pokljuka, comptant pour la Coupe du monde, et signe le meilleur résultat de sa carrière dans l'élite.
Elle passe les deux saisons suivantes à l'échelon inférieur (IBU cup, Championnats d'Europe) et fait son retour en Coupe du monde en décembre 2021 à Östersund où elle parvient notamment à marquer des points sur le second sprint. Elle fait partie des dix biathlètes (cinq hommes et cinq femmes) sélectionnés afin de participer aux Jeux olympiques 2022 à Pékin en Chine. Cependant, elle est testée positive à deux reprises à la Covid-19 juste après son arrivée à Pékin.

## Palmarès

### Coupe du monde
- Meilleur classement général : 57e en 2019.
- Meilleur résultat individuel : 11e.
- 3 podiums :
  - 3 podiums en relais : 2 deuxièmes places et 1 troisième place.

 Dernière mise à jour le 22 janvier 2022 

#### Classements en Coupe du monde
| Saison    | Classement général final | Individuel | Sprint | Poursuite | Mass start |
| 2016-2017 | nc                       |            | nc     |           |            |
|           |                          |            |        |           |            |
| 2018-2019 | 57e                      | 39e        | 56e    | 76e       |            |
|           |                          |            |        |           |            |
| 2021-2022 |                          |            |        |           |            |

### Championnats du monde junior
- Médaille d'or du relais en 2016 (jeunes).
- Médaille d'or de la poursuite en 2017 (junior).
- Médaille de bronze du relais en 2017 et 2018 (junior).

### Championnats d'Europe junior
- Médaille d'or du sprint et du relais mixte en 2018.
- Médaille d'argent du sprint en 2017.
- Médaille de bronze de l'individuel en 2018.

### Universiades
- Médaille d'or du relais simple mixte en 2019.

### IBU Cup
- 2 podiums individuels.